# Telmatoscopus steffani
Telmatoscopus steffani är en tvåvingeart som beskrevs av Quate 1967. Telmatoscopus steffani ingår i släktet Telmatoscopus och familjen fjärilsmyggor. Inga underarter finns listade i Catalogue of Life.